# Ревуца
Ревуца (слч. Revúca, мађ. Nagyrőce) град је у Словачкој, који се налази у оквиру Банскобистричког краја, где је седиште истоименог округа Ревуца.

## Географија
Ревуца је смештена у средишњем делу државе. Главни град државе, Братислава, налази се 300 км западно од града.
Рељеф: Ревуца се развила у области средишњих Татри. Подручје око град је планинско, познат као "Словачко рудогорје", а град је смештен на приближно 320 m надморске висине.
Клима: Клима у Ревуци је умерено континентална.
Воде: Кроз јужни део града протиче речица Здичавка.

## Историја
Људска насеља на овом простору датирају још из праисторије. Насеље под данашњим именом први пут се спомиње 1357, као место насељено Словацима.
Крајем 1918. Ревуца је постала део новоосноване Чехословачке. У време комунизма град је нагло индустријализован, па је дошло до наглог повећања становништва. После осамостаљења Словачке град је постао њено значајно средиште, али је дошло до привредних тешкоћа у време транзиције.

## Становништво
| Година:    | 1994.  | 2004.   | 2014.   | 2024.    |
| ---------- | ------ | ------- | ------- | -------- |
| Број људи: | 14 001 | 13 147  | 12 620  | 10 874   |
| Разлика:   |        | -6,09 % | -4,00 % | -13,83 % |

| Година:    | 2023.  | 2024.   |
| ---------- | ------ | ------- |
| Број људи: | 10 958 | 10 874  |
| Разлика:   |        | -0,76 % |

Данас Ревуца има око 13.000 становника и последњих година број становника полако опада.
Етнички састав: По попису из 2001. састав је следећи:
- Словаци - 92,1%,
- Роми - 4,1%
- Мађари - 2,2%,
- Чеси - 0,6%,
- остали.

Верски састав: По попису из 2001. састав је следећи:
- римокатолици - 39,4%,
- атеисти - 34,5%,
- лутерани - 19,8%,
- гркокатолици - 1,2%,
- остали.

## Партнерски градови
- Казинцбарцика
- Литовел
- Ленђини
- Устер